# Stuart Lake
Stuart Lake är en sjö i Kanada.   Den ligger i provinsen British Columbia, i den centrala delen av landet, 3 600 km väster om huvudstaden Ottawa. Stuart Lake ligger 678 meter över havet. Arean är 358 kvadratkilometer. Den sträcker sig 32,3 kilometer i nord-sydlig riktning, och 64,0 kilometer i öst-västlig riktning.
Trakten runt Stuart Lake är nära nog obefolkad, med mindre än två invånare per kvadratkilometer.